# Галатини
Вижте пояснителната страница за други значения на Конско.
Галатинѝ или Конско (на гръцки: Γαλατινή, до 1927 година Κωντζικό, Кондзико, катаревуса Κωντζικόν, Кондзикон) е село в Република Гърция, в дем Горуша (Войо), област Западна Македония.

## География
Конско е разположено на 1010 m надморска височина, на 9 km северно от град Сятища, високо в западните склонове на планината Синяк (Синяцико).

## История

### В Османската империя
В XX век Конско е голямо гръцко село в Сятищка нахия на Анаселишка каза. Първоначалното село е било в местността Лянос Горция (Λιάνως
Γκορτσιά), където днес е църквата „Света Троица“. Църквата „Свети Атанасий“ е от 1822 година. Църквата „Света Параскева“ е изградена от майстори от Конско в 1847 година. Александър Синве („Les Grecs de l’Empire Ottoman. Etude Statistique et Ethnographique“) в 1878 година пише, че в Кончикон (Contchikon), Сисанийска епархия, живеят 900 гърци. Според статистиката на Васил Кънчов („Македония. Етнография и статистика“) в 1900 година в Конско има 1200 жители гърци християни.
На Етнографската карта на Битолския вилает на Картографския институт в София от 1901 година Конско е чисто гръцко село в казата Населица на Серфидженския санджак със 194 къщи.
Според статистика на Серфидженския санджак на гръцкото консулство в Еласона от 1904 година в Концико (Κοντσικόν), Населишка каза, живеят 1000 гърци елинофони християни.
По данни на секретаря на Българската екзархия Димитър Мишев („La Macédoine et sa Population Chrétienne“) в 1905 година в Конско (Konsko) има 970 гърци.

### В Гърция
През Балканската война в 1912 година в селото влизат гръцки части и след Междусъюзническата в 1913 година Конско остава в Гърция.
Параклисът „Малък Свети Илия“ (Μικρός Αηλιάς) е изграден след 1833 и преди 1855 година. На 12 март 1904 година в него отсяда Павлос Мелас. В 1969 година църквичката е разрушена и е построена наново.
В 1966 година старата църква „Света Троица“ е разрушена и на нейно място е построена нова. При разрушаването е открит надпис „αυκβ“, тоест 1424.
Населението традиционно произвежда жито, картофи и други земеделски продукти, като се занимава и със скотовъдство.
| Име         | Име           | Ново име    | Ново име    | Описание                                         |
| ----------- | ------------- | ----------- | ----------- | ------------------------------------------------ |
| Кара Орман  | Καρά Όρμάν    | Мавролонгос | Μαυρόλογγος | местност в Синяк на ЮИ от Галатини               |
| Вузило      | Βούζιλο       | Куфоксилия  | Κουφοξυλιά  | връх в Синяк на И от Галатини (1194 m)           |
| Микро Юрти  | Μικρό Γιουρτί | Исиоматаки  | Ίσιωματάκι  | връх в Синяк на И от Галатини (1212 m)           |
| Чобан Клади | Τσομπάν Κλαδί | Кладери     | Κλαδερή     | бивше животновъдно стопанство на ИЮИ от Галатини |
| Гущерна     | Γκουστέρνα    | Куфопетра   | Κουφόπετρα  | връх в Синяк на СИ от Галатини (1304 m)          |
| Гребос      | Γκρέμπος      | Поликорфон  | Πολύκορφον  | връх в Синяк на ССИ от Галатини (1348 m)         |
| Бенгирион   | Μπεγκίριον    | Корифи      | Κορυφή      | връх в Синяк на СИ от Галатини                   |
| Калдирово   | Καλντίροβο    | Воскотопи   | Βοσκοτόπι   | река в Синяк на С от Галатини                    |

| Година    | 1913 | 1920 | 1928 | 1940 | 1951 | 1961 | 1971 | 1981 | 1991 | 2001 | 2011 | 2021 |
| --------- | ---- | ---- | ---- | ---- | ---- | ---- | ---- | ---- | ---- | ---- | ---- | ---- |
| Население | 1522 | 1359 | 1473 | 1810 | 1798 | 1819 | 1789 | 2043 | 2097 | 2092 | 1795 | 1458 |

## Личности
Родени в Галатини
- Георгиос Дукас Давелис (1848 – 1923), гръцки революционер
- Лазарос Варзис (капитан Заркадас), гръцки революционер